# Chiesa della Dedicazione di San Michele Arcangelo (Stenico)
La chiesa della Dedicazione di San Michele Arcangelo è la parrocchiale a Seo, frazione di Stenico in Trentino. Risale all'XV secolo.

## Storia
Sul sito era presente un luogo di culto altomedievale testimoniato da un capitello ritrovato durante i lavori di costruzione della prima cappella dedicata all'Arcangelo Michele, avvenuta nel XV secolo.
Dopo la sua erezione le pareti vennero affrescate da artisti legati alla famiglia dei Baschenis, e di questi si lavori conserva qualche piccola parte di un'Ultima cena.
Tra i secoli XVII e XVIII la struttura originale della chiesa venne modificata, quasi certamente nella zona dell'altar maggiore e dell'abside.
Divenne chiesa primissaria curata, sussidiaria alla pieve di Banale, nel 1628.
Attorno alla metà del XIX secolo fu oggetto di ristrutturazione e, durante il secolo successivo, gli interni vennero decorati con figure sacre.
Attorno al 1936 vennero riportati alla luce affreschi in precedenza nascosti.
Ottenne dignità parrocchiale nel 1960.
Un ultimo ciclo di restauri, anche grazie all'intervento della provincia autonoma di Trento, è stato realizzato nel 1978.